# FC Zenit Irkutsk
El FC Zenit Irkutsk (en ruso: «Зенит» (Иркутск)) fue un club de fútbol ruso de Irkutsk. Fue fundado en 2003 y participó en competiciones de aficionados. Llegó a jugar en la Liga de Fútbol Profesional de Rusia.
Jugara en el grupo 2 tras la reorganización de la liga y la desaparición del grupo PFL West.
El 1 de abril de 2021 el club anunció que sería disuelto debido a la falta de financiamiento.